# Realismo astratto
Il realismo astratto è un termine già teorizzato da Gastone Biggi nel 1949, che tende a modificare la lettura e l'operatività dell'opera d'arte, annullando per la prima volta la diarchia figurativo-astratto. Nel 2005 Gastone Biggi scriverà il manifesto del realismo astratto. Tutta l'opera pittorica di Gastone Biggi, pur attraverso le modifiche apportate in conseguenza del diverso tempo storico, sono state concepite in nome del realismo astratto, in special modo in alcune opere del 1949, nei Relax (1967), nei Canti della memoria (Serie della Follia) (1988), nei Diari (1999) e in ultimo negli Eventi (2005) e nelle Puntocromie (2009). Nel 2012 scrive il libro "Il Realismo astratto, fenomenologia e cause", pubblicato da Christian Maretti Editore. Il libro, sviluppa l'intera ricerca del lavoro di Gastone Biggi, ponendo le basi e i principi che costituiscono l'abbattimento tra astrazione e realismo, considerata da lui stesso, convergente in un'unica direzione.